# Casa Puig (Reus)
La Casa Puig és un edifici del municipi de Reus (Baix Camp) inclòs en l'Inventari del Patrimoni Arquitectònic de Catalunya, situat al carrer de Monterols número 38. En tenir als seus baixos una joieria, també se la coneix com a Joieria Pàmies.

## Descripció
És un edifici amb baixos comercials i tres plantes d'habitatges. La façana és simètrica i presenta dues obertures per planta. Els balcons de la primera i segona planta són correguts. A la tercera planta hi ha dos balcons individuals. Els balcons presenten mènsules de pedra lleugerament decorades, dues per unitat d'obertura. Les obertures estan emmarcades amb muntants també de pedra. La façana està feta d'arrebossat formant rectangles de dues mides. Les baranes dels balcons són bastant senzilles, pel que fa als ferros forjats. La façana queda rematada per una cornisa que té molt poques motllures i la paret -ampit- que correspon a la coberta.

## Història
El primer pla de la casa és del 1884 realitzat per l'arquitecte Francesc Borràs Soler, per al propietari en Francesc Puig Trullàs. El gener de 1885 es realitzà el plànol de la façana signat per l'arquitecte abans mencionat. El 22 d'agost es va fer un projecte de reforma de la façana signat per l'arquitecte tarragoní Ramon Salas i Ricomà, que va ser el definitiu.